# José Miguel Insulza
José Miguel Insulza Salinas (Santiago, 2 de junho de 1943) é um político, advogado e acadêmico chileno que atua como senador pela região de Arica y Parinacota desde 2018. Anteriormente, atuou como Ministro das Relações Exteriores de 1994 a 1999 e Ministro Secretário-Geral da Presidência de 1999 a 2000 sob o presidente Eduardo Frei Ruiz-Tagle, como Ministro do Interior de 2000 a 2005 sob o presidente Ricardo Lagos, e como Secretário Geral da Organização dos Estados Americanos de 2005 a 2015.
Insulza é apelidado de El Panzer no Chile, por sua capacidade de tanque e reputação devido à sua capacidade de receber calor político com pouco dano aparente.